# Ruggero di Canne
Ruggero di Canne (Canne, 1060 – Canne, 30 dicembre 1129) è stato un vescovo italiano; è venerato come santo dalla Chiesa cattolica.

## Biografia
Ruggero fu eletto vescovo della città di Canne, dove era sorta una piccola diocesi già dal X secolo. Si trovò così a reggere le sorti della sua città natale, reduce della dolorosa distruzione voluta nel 1083 dai Normanni, ad opera di Roberto il Guiscardo. Ruggero contribuì alla ricostruzione morale e materiale dell'antica città pugliese, sostenendo i suoi concittadini con i conforti della fede e con l'aiuto materiale.
San Ruggero si colloca in quella lista di santi che hanno segnato il rinnovamento della Chiesa tra XI e XII secolo. L'esigenza di riforma fu l'indirizzo del pontificato di san Gregorio VII: ritornare alla vita evangelica delle origini e riottenere l'indipendenza della Chiesa dal potere temporale. Ruggero concepisce l'episcopato come servizio e non come uno strumento per arrivare al prestigio.
L'Anonimo Cannese, antica fonte biografica locale del XIV secolo ci rivela alcuni aspetti della personalità di Ruggero: «Era assai pietoso et fervoroso per la salute delle anime [...] il suo episcopio era un puro hospitio che sempre stava aperto de nocte et de giorno ad alloggiare le viandanti et le pellegrini, et le viude et li pupilli dove trovavano le loro conforto et le loro consolazioni […] Andava scalzo con lo pede nudo per quelle campagne cercanno le limosine per li poveri.»
Dai documenti dell'epoca risulta che il santo vescovo fu più volte interpellato dai pontefici Pasquale II e Gelasio II per dirimere alcune questioni di diritto, per comporre liti e placare rivalità tra ecclesiastici e comunità: questo ci attesta la stima che godeva tra i contemporanei.
Nel settembre 1101 fu presente alla consacrazione della cattedrale di san Sabino a Canosa.
Morì il 30 dicembre 1129.

## Culto

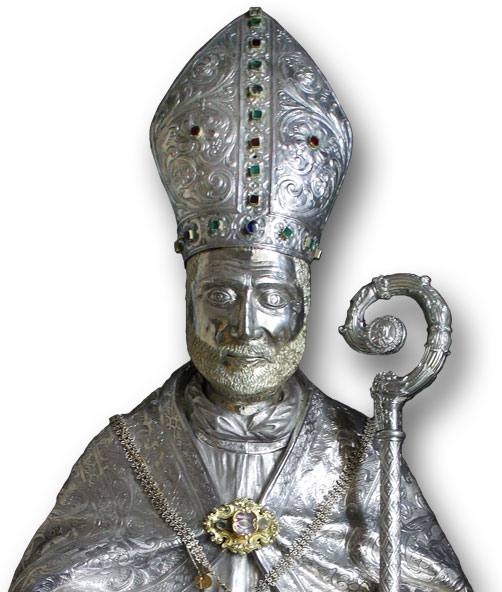
Busto argenteo di San Ruggiero (part.), scuola napoletana del XVI sec. Il busto ingloba l'antico reliquiario del volto (XIV sec.), che ha contenuto il cranio del santo fino al 1996

Fu acclamato subito santo e il suo corpo fu adagiato presso l'altare maggiore della cattedrale di Canne.
Già da un documento del 1192 risulta a Canne una località detta Locus Sancti Rogerii: si tratta, con molta probabilità del luogo in cui è sita una fonte (ancora oggi esistente) fatta scaturire in un duro momento di siccità - secondo la tradizione locale - da san Ruggero, che percosse la roccia con il bastone pastorale.
A motivo della repentina decadenza di Canne, il popolo e il vescovo si rifugiarono nella vicina Barletta. Anche le venerate spoglie di san Ruggero furono traslate a Barletta il giorno 27 aprile 1276, dapprima nella cattedrale di Santa Maria Maggiore e più tardi presso la chiesa del monastero delle benedettine celestine di Santo Stefano (che poi si chiamerà "di San Ruggero").
Le reliquie, dapprima custodite sotto l'altare maggiore della chiesa monastica, furono collocate in una nuova urna d'argento fatta realizzare nel 1929. Nel 1996 fu eseguita la ricognizione canonica sulle reliquie; esse poi, unitamente al cranio (precedentemente conservato nel busto-reliquiario), furono disposte in una più ampia e confortevole teca, che trova la sua collocazione attuale sotto la nuova mensa della chiesa.
Il primo documento che attesta la fama di santità di Ruggero è una pergamena del 1327, recante il sigillo del vescovo cannese Pascalis: esso riproduce l'immagine di san Ruggero (con la scritta S.TUS ROG.US) con il capo circondato da un'aureola.
La sua memoria liturgica cade il 30 dicembre, così come riportato dal Martirologio Romano.

## Iconografia
San Ruggero è sempre rappresentato in abiti pontificali da vescovo, con mitria e pastorale. È sempre sormontato da un'aquila in volo che - secondo un'antica leggenda - lo avrebbe adombrato con le sue ali in una caldissima giornata estiva, mentre era in pellegrinaggio al Gargano verso la Basilica dell'Arcangelo San Michele.

## Problema del nome
Esiste la doppia possibilità di "Ruggero" o "Ruggiero". Per una più esatta corrispondenza linguistica si dovrebbe adoperare la versione "Ruggero", più fedele al latino "Rogerius". La particolare impostazione del vernacolo barlettano, tuttavia, ha fatto in modo che si creasse la forma localmente più diffusa "Ruggiero".
I testi liturgici ed ecclesiastici usano la forma "Ruggero".

## Patronato
San Ruggero di Canne è patrono:
- della città di Barletta

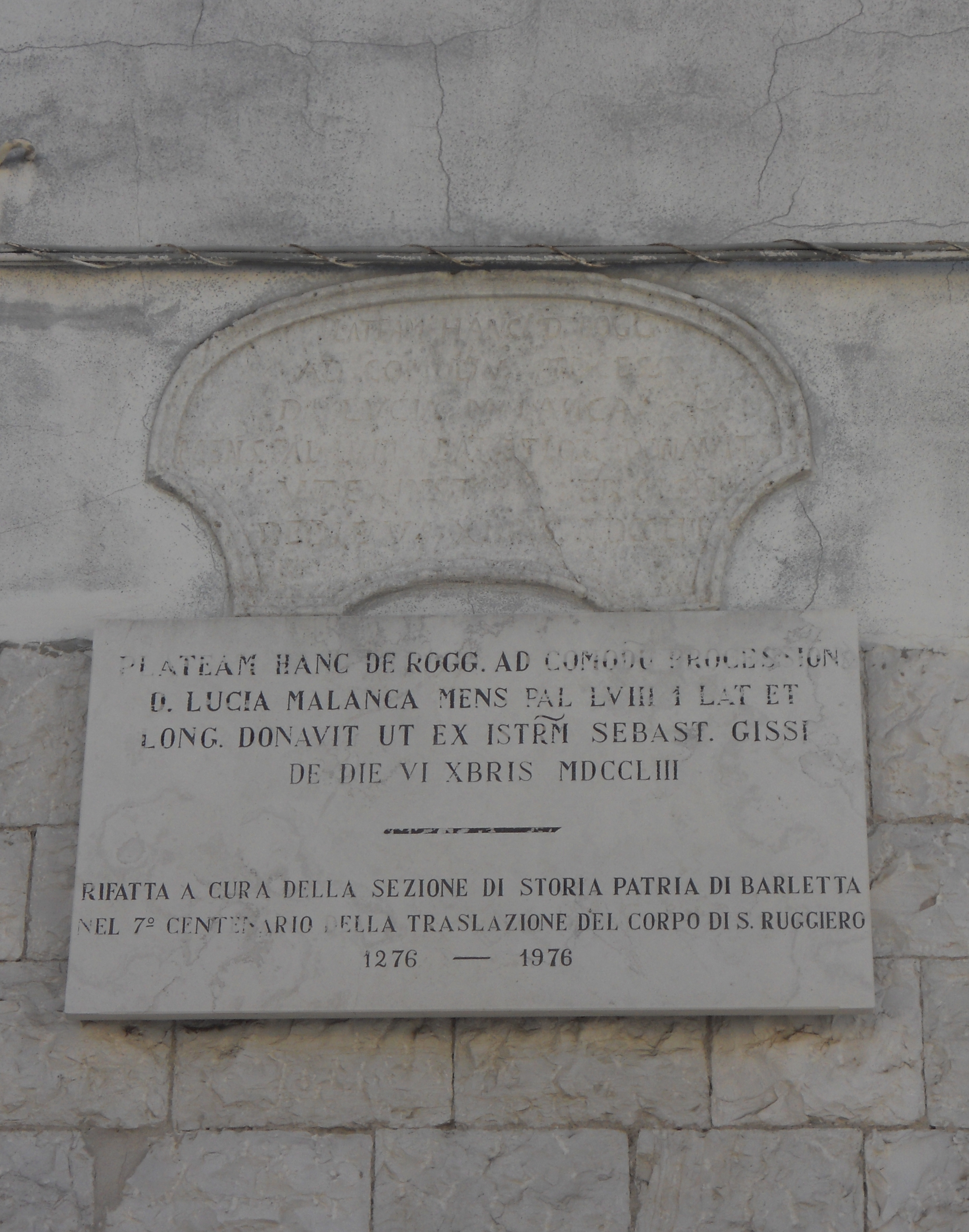
Lapide commemorativa dell'ampliamento della piazza antistante la chiesa di San Ruggero
Barletta

- dell'Arcidiocesi di Trani-Barletta-Bisceglie